# Idioma tese
El Tese (teisei) es una lengua sudanesa oriental hablada en los montes Nuba de Sudán. Las lenguas sudanesas orientales son un subgrupo de las lenguas nilo-saharianas, que abarcan una variedad de idiomas distribuidos en diferentes regiones del noreste de África.
El tese, al igual que otras lenguas de los montes Nuba, es un idioma minoritario y a menudo está en peligro debido a la presión de lenguas más dominantes en la región, como el árabe y otras lenguas nacionales. La región de los montes Nuba es conocida por su diversidad lingüística y cultural, albergando una gran cantidad de grupos étnicos con sus propias lenguas y costumbres.
Ethnologue incluye a Keiga Jirru como nombre alternativo.